# Cheumatopsyche kakaduensis
Cheumatopsyche kakaduensis là một loài Trichoptera trong họ Hydropsychidae. Chúng phân bố ở miền Australasia.